# Боасјер (Калвадос)
Боасјер (фр. Boissière) насеље је и општина у северној Француској у региону Доња Нормандија, у департману Калвадос која припада префектури Лисје.
По подацима из 2011. године у општини је живело 208 становника, а густина насељености је износила 102,97 становника/km². Општина се простире на површини од 2,02 km². Налази се на средњој надморској висини од 168 метара (максималној 176 m, а минималној 115 m).

## Демографија
| 1962. | 1968. | 1975. | 1982. | 1990. | 1999. | 2011. |
| ----- | ----- | ----- | ----- | ----- | ----- | ----- |
| 81    | 85    | 98    | 111   | 118   | 121   | 208   |

График промене броја становника у току последњих година